# Trnski Odorovci
Trnski Odorovci (en serbe cyrillique : Трнски Одоровци) est un village de Serbie situé dans la municipalité de Dimitrovgrad, district de Pirot. Au recensement de 2011, il comptait 114 habitants.

## Démographie

### Évolution historique de la population
| 1948  | 1953  | 1961 | 1971 | 1981 | 1991 | 2002 | 2011 |
| ----- | ----- | ---- | ---- | ---- | ---- | ---- | ---- |
| 1 292 | 1 279 | 949  | 731  | 447  | 277  | 183  | 114  |

|  |